# Bataille de Pwll Melyn
Révolte des Gallois
Batailles
La bataille de Pwll Melyn eut lieu le 5 mai 1405, près d'Usk (Monmouthshire), au Pays de Galles. La bataille eut lieu entre les forces du chef rebelle gallois Owain Glyndŵr et l'armée anglaise du roi Henri IV. Elle s'inscrit dans la révolte des Gallois.
Les Gallois sont sévèrement battus et perdent nombre de leurs capitaines. Une chronique contemporaine galloise décrit la bataille comme une « boucherie » et que « Le vent tournait désormais contre Owain et ses hommes. »

## Description de la bataille
Les Gallois, après leurs succès de l'année 1404, cherchent à prendre à revers les Anglais, qui ont reconstruit une armée dans la ville d'Usk, qu'Owain a prise et mise à feu et à sang en 1403. Le prince de Galles Henri de Monmouth, fils et héritier de Henri IV, reprend ainsi pied dans la région et harcèle l'armée d'Owain.
Commandés par Gruffudd, fils aîné d'Owain Glyndŵr, les Gallois tentent de s'emparer de la ville mais doivent faire face à une résistance acharnée du baron Grey, de John Oldcastle et de leur allié Dafydd Gam, un chef gallois hostile à Glyndŵr. Les Gallois franchissent en hâte la rivière Usk afin de s'enfuir mais sont rapidement rattrapés dans les bois aux alentours et massacrés. 
La victoire anglaise est en grande partie assurée grâce aux conseils du tacticien Gam, qui a également mobilisé quelques centaines de Gallois pour la cause du roi.

## Pertes
John ap Hywel, abbé du monastère cistercien de Llantarnam, tout proche, est tué durant la bataille alors qu'il portait assistance aux mourants et aux blessés des deux camps.
Gruffudd est capturé par les Anglais. Emprisonné à Nottingham puis à la Tour de Londres, il meurt en captivité de la peste bubonique en 1412.
Tudur ap Gruffudd, le frère d'Owain Glyndŵr, est tué et sa tête est apportée au roi Henri IV. Certains Anglais, prenant Tudur pour Glyndŵr, se seraient réjoui de la mort de leur adversaire, qui était en fait réfugié au château de Harlech.
Les Anglais font décapiter 300 prisonniers gallois devant le château d'Usk.